# فرودگاه زما
فرودگاه زما (به انگلیسی: Zama Airport) یک فرودگاه همگانی است . این فرودگاه در کشور کانادا قرار دارد و در ارتفاع ۳۹۵ متری از سطح دریا واقع شده است.